# Alexandromenia heteroglandulata
Alexandromenia heteroglandulata is een Solenogastressoort uit de familie van de Amphimeniidae. De wetenschappelijke naam van de soort is voor het eerst geldig gepubliceerd in 2012 door Salvini-Plawen & Schwabe.